# Brigitte Haas
Brigitte Haas (Schaan, 27 dicembre 1964) è una politica liechtensteinese, dal 2025 primo ministro del Liechtenstein.

## Biografia
È cresciuta a Schaan, dove i genitori gestivano un negozio di ceramiche, ed è cittadina di Mauren. 
Dopo essersi formata in ambito commerciale tra il 1980 e il 1983, iniziò a lavorare nell'amministrazione statale nel 1984 e fu l'assistente personale del capo della polizia dal 1991 al 1995, anno in cui cominciò gli studi in giurisprudenza all'Università di Zurigo, completandoli nel 2001.
Nello stesso anno assunse l'incarico di vicedirettrice della Camera di Commercio e Industria (LIHK), che ha diretto dal 1⁰ agosto 2019 al 2025 in successione a Josef Beck.

### Attività politica
Come candidata del partito Unione Patriottica, ha ottenuto il risultato migliore alle elezioni parlamentari del 2025, diventando la prima donna designata alla presidenza del governo nella storia del principato.
È entrata in carica il successivo 10 aprile prestando giuramento con il nuovo governo.

## Vita privata
È sposata con l'architetto Hubert Ospelt.